# فيليبي غونسالفيس
فيليبي غونسالفيس (12 أغسطس 1984 بإيسبينهو في البرتغال - ) هو لاعب كرة قدم برتغالي في مركز الوسط. شارك مع منتخب البرتغال تحت 20 سنة لكرة القدم. أما مع النوادي، فقد لعب مع إشتوريل برايا وسبورتينغ براغا وموريرينسي ونادي باسوش دي فيريرا ونادي فيتوريا سيتوبال ونادي ليتشويس وديسبورتيفو تروفينسي ونادي إيسبينهو وS.C. Braga B ‏.

## وصلات خارجية
- فيليبي غونسالفيس على موقع قاعدة بيانات كرة القدم.إي يو (الإنجليزية)
- فيليبي غونسالفيس على موقع Soccerway.com (الإنجليزية)